# Écrille
Écrille település Franciaországban, Jura megyében. Lakosainak száma 89 fő (2022. január 1.). Écrille Orgelet, Onoz, Plaisia és Sarrogna községekkel határos.

## Népesség
A település népességének változása:
| Lakosok száma | 75   | 56   | 75   | 69   | 91   | 87   | 83   | 78   | 82   | 89   |
|               | 1968 | 1982 | 1990 | 2006 | 2013 | 2015 | 2017 | 2019 | 2020 | 2022 |